# Сан-Жуан-ду-Жагуариби
Сан-Жуан-ду-Жагуариби (порт. São João do Jaguaribe) — муниципалитет в Бразилии, входит в штат Сеара. Составная часть мезорегиона Жагуариби. Входит в экономико-статистический микрорегион Байшу-Жагуариби. Население составляет 9117 человек на 2006 год. Занимает площадь 280,436 км². Плотность населения — 32,5 чел./км².
Праздник города — 1 июня.

## История
Город основан 1 июня 1958 года.

## Статистика
- Валовой внутренний продукт на 2003 составляет 20.085.793,00 реалов (данные: Бразильский институт географии и статистики).
- Валовой внутренний продукт на душу населения на 2003 составляет 2.256,07 реалов (данные: Бразильский институт географии и статистики).
- Индекс развития человеческого потенциала на 2000 составляет 0,694 (данные: Программа развития ООН).

## География
Климат местности: сухой жаркий.